# グアテマラの鉄道

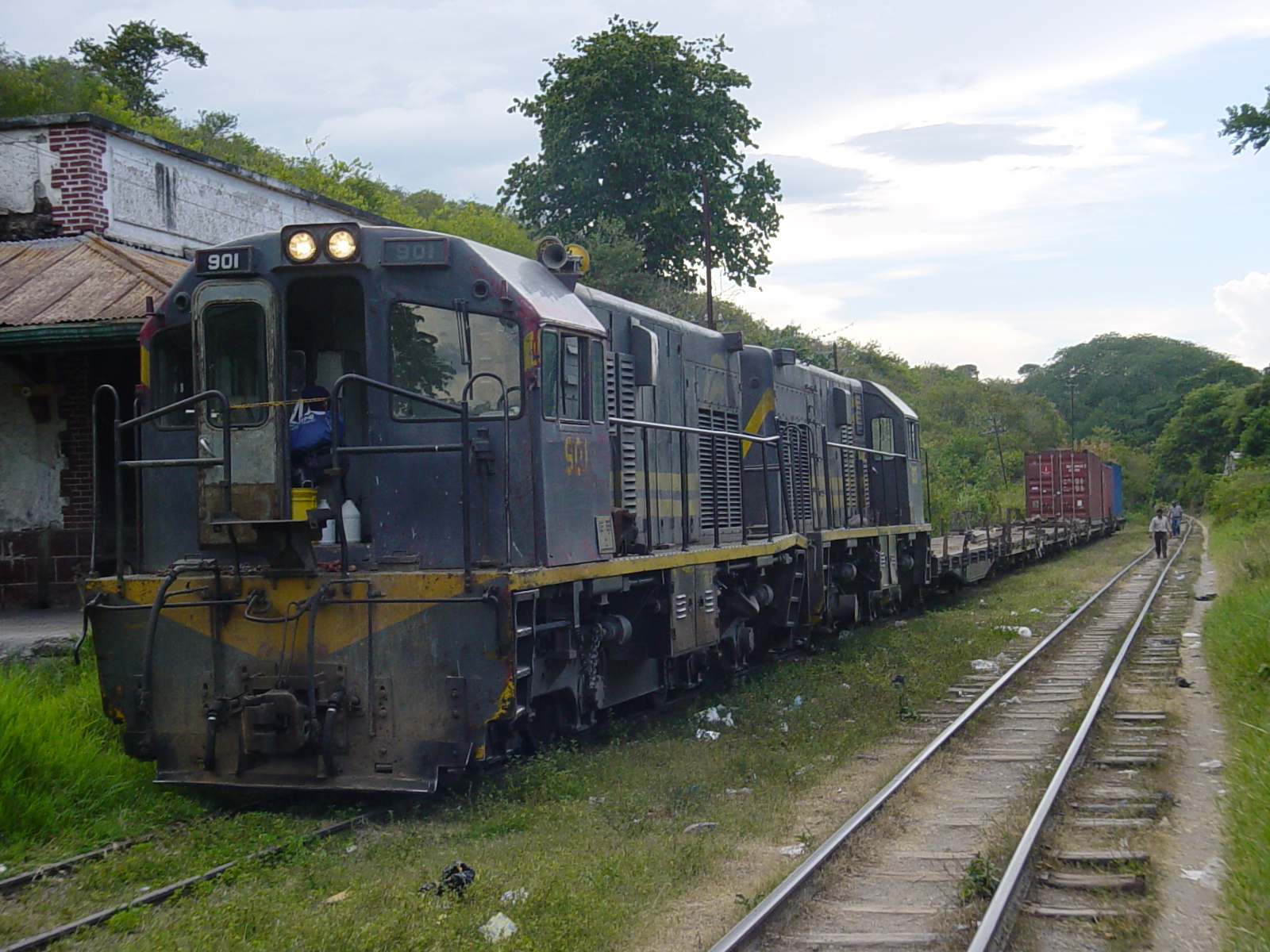
グアテマラのサナラテを走るグアテマラ鉄道。2004年9月3日時点

グアテマラの鉄道は、グアテマラにおける鉄道について記述する。
2006年の時点で、グアテマラには200マイル（322キロメートル）に及ぶ軌間3フィート（914mm）の狭軌鉄道が存在していた。2007年9月まで運行していた路線は、グアテマラシティ - プエルト・バリオス間と、グアテマラシティのコンテナターミナルとプエルト・サント・トマスにある短距離の支線であった。カリブ海と首都グアテマラシティの間を、コンテナ、スチール、セメント、紙やバナナなどを輸送していた。旅行者用のチャーター便を除き、1990年代後半以降は乗客輸送を行っていなかった。鉄道の管理は、1997年に50年間の営業権を与えられたアメリカ合衆国に拠点を置くRDC（Railroad Development Corporation、鉄道開発会社）社によって行われていた。かつてグアテマラ国内に存在していた別の路線、メキシコ国境にあるシウダー・タクン・ウマンに向かう路線、エルサルバドルのアンギアトゥーに向かう路線、グアテマラ太平洋岸のエスキントラ県のプエルト・サン・ホセに向かう路線、は少なくとも1996年までに廃止された。閉鎖された区間の鉄道網は、総延長497マイル（800キロメートル）に及ぶ。

## 歴史

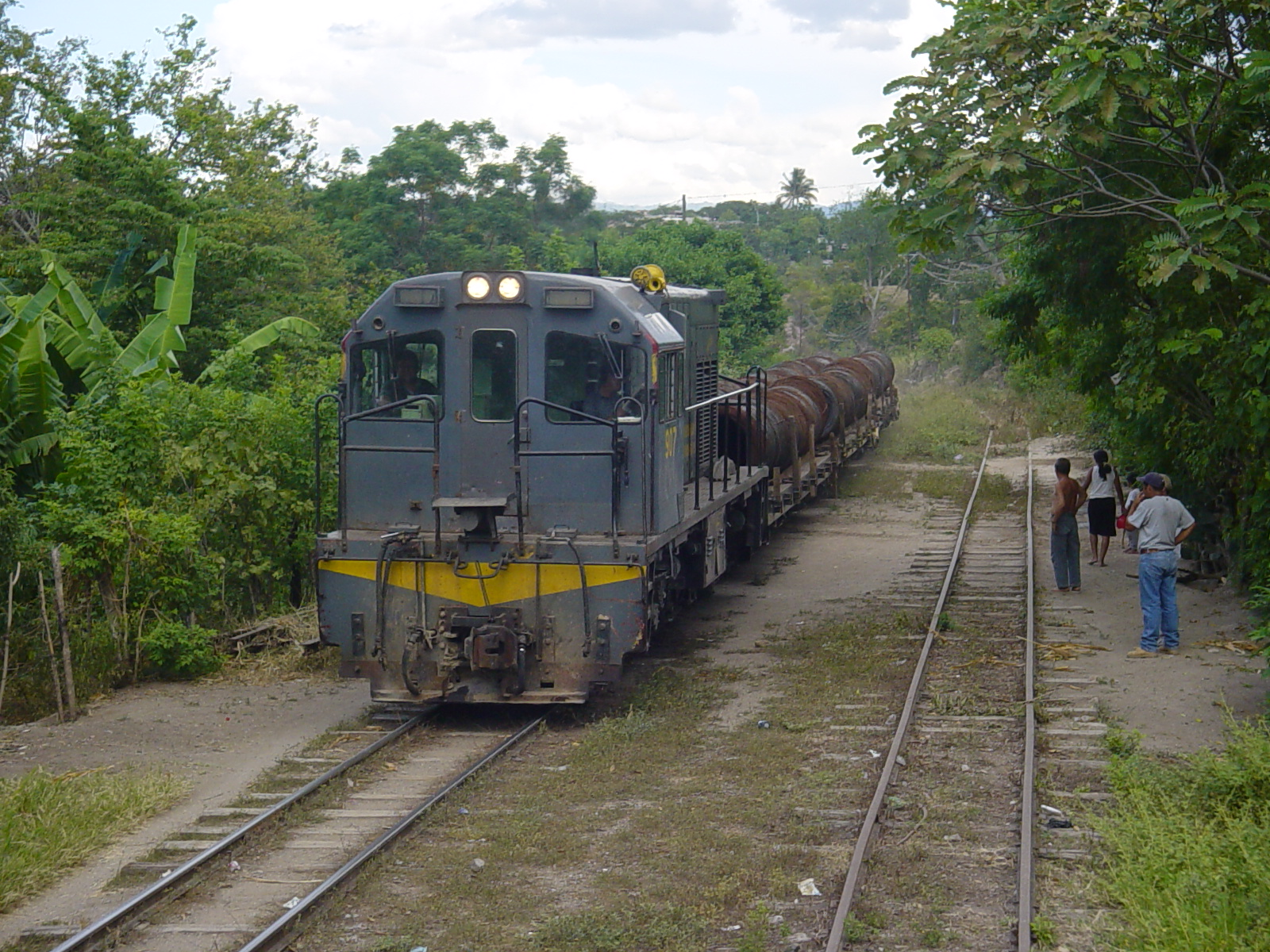
貨物運搬はグアテマラ鉄道の主要な業務であった

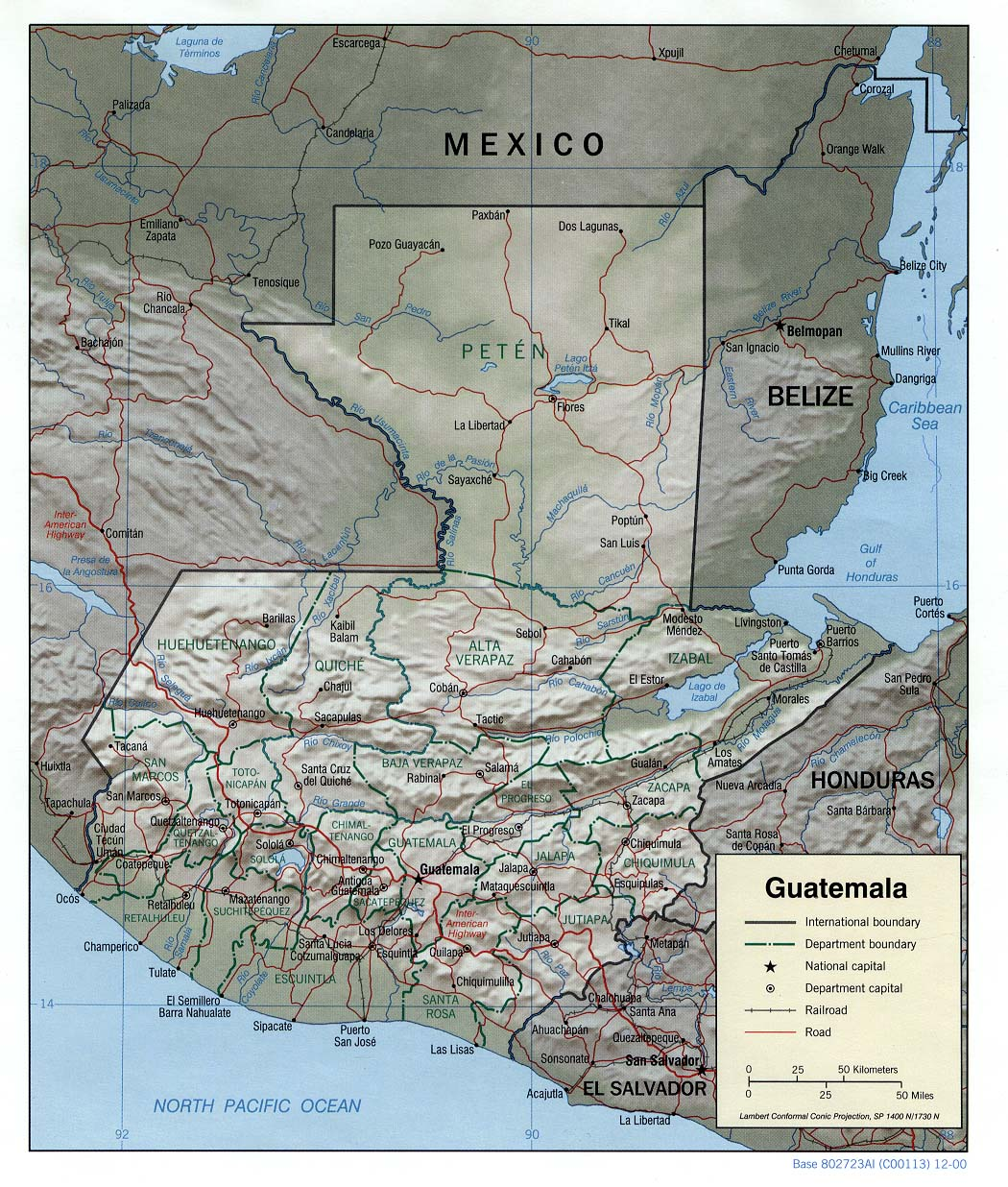
グアテマラの地図。鉄道路線が描かれている。

グアテマラにおける最初の鉄道は、1884年にグアテマラシティからプエルト・サン・ホセまでの区間に開通した。2007年まで運行されていたプエルト・バリオスまでの区間は、1908年に完成した。鉄道網は完成してまもなくユナイテッド・フルーツ社によって買収され、1912年にIRCA（International Railways of Central America、中央アメリカ国際鉄道）と改名された。その後1957年まで、鉄道は繁栄した。1954年にユナイテッド・フルーツ社はアンチトラスト法訴訟を受けて鉄道の売却を余儀なくされ、さらに1959年に鉄道と平行して走るハイウェイが深刻な競争圧力を引き起こした。1968年IRCA社は債務不履行に陥り、グアテマラ政府によって買収され、FEGUA（Ferrocarriles de Guatemala、グアテマラ鉄道）と改名した。その後も鉄道軌道のコンディションは悪化をたどり、1996年にすべての鉄道輸送が運行停止された。1997年と1998年において、鉄道網の一部をTrains Unlimitedによる観光客向けの旅客列車のみが運行された。
1997年10月にRDC（Railroad Development Corporation、鉄道開発会社）社に対して50年間の営業権が与えられ、RDC社は鉄道網の再建を開始した。RDCによる再建は、運行が停止していた1996年の間に線路上に小屋を建てた不法占拠者の立ち退きと、鉄泥棒と自然によって被った損害の回復によって遅延が生じた。1998年にハリケーン・ミッチによって深刻な打撃を受け、線路の一部が破壊された。1999年4月19日、RDC社の管理に代わって最初の列車がグアテマラシティからエル・チレのセメント工場までの区間を走行し、プエルト・バリオスまでの残りの区間は、同年12月に運行が開始された。.
その後2007年9月までRDC社の子会社FVG（Ferrovías Guatemala、グアテマラ鉄道）が、グアテマラ・シティからプエルト・バリオスまでの区間で15台の機関車と200台の貨車による貨物列車を運行していた。蒸気機関車が牽引する主にヨーロッパとアメリカ合衆国の観光客向けのチャーター便の旅客列車は、イギリスに拠点を置くFfestiniog Travelやその他の旅行会社によって、通常年に1回企画された。交通管制には、改良されたトラック・ワラント管制方式が使用された。
かつてのグアテマラ・シティ本駅は鉄道博物館となっている。

## 運行停止と再開
2006年8月、グアテマラ政府は2003年に結ばれた保有車両とその他設備の用益権についての契約が公衆の利益に反していると宣言し、この契約を無効とした。契約に基づいて鉄道建設にのみ用いられるべきFVG社が拠出した鉄道設備信託資金の200万USドルが政府によって流用され、過剰な人員が配置されていたFVG社の監視機関とその人員に対して資金が用いられた件の調停を求めたことへの反応とFVG社は考えている。
政府の決定の結果、積荷が減少し、資金調達ができなくなったことや駅舎や線路の賃貸によって追加の収益を上げることが困難になった。2007年3月、RDC社はCAFTA（Central America Free Trade Agreement、米国・中米間自由貿易協定）の第10章に基づき、グアテマラ政府に対抗して調停について投資の保護を目的とする宣言を行った。この件はICSID（International Centre for Settlement of Investment Disputes、国際投資紛争解決センター）に2007年8月20日にno. ARB/07/23として登録された。先不透明な状態が続き損失をもたらしているため、2007年10月1日FVGは、グアテマラ政府に対して法的措置をとっている間、すべての鉄道運行を停止すると決定した。そして、同時にメキシコとの間に直通の列車を運行するための改軌工事が開始されたが、工事がどこまで進行したのかはわからない。
そのような経緯から、しばらく同国内で一切列車が運行されない年が続いたが、2019年に鉄道博物館となっているグアテマラ・シティ本駅を起点に、同市内における旅客・貨物の混合輸送が試験的に開始された。

## ロス・アルトス鉄道

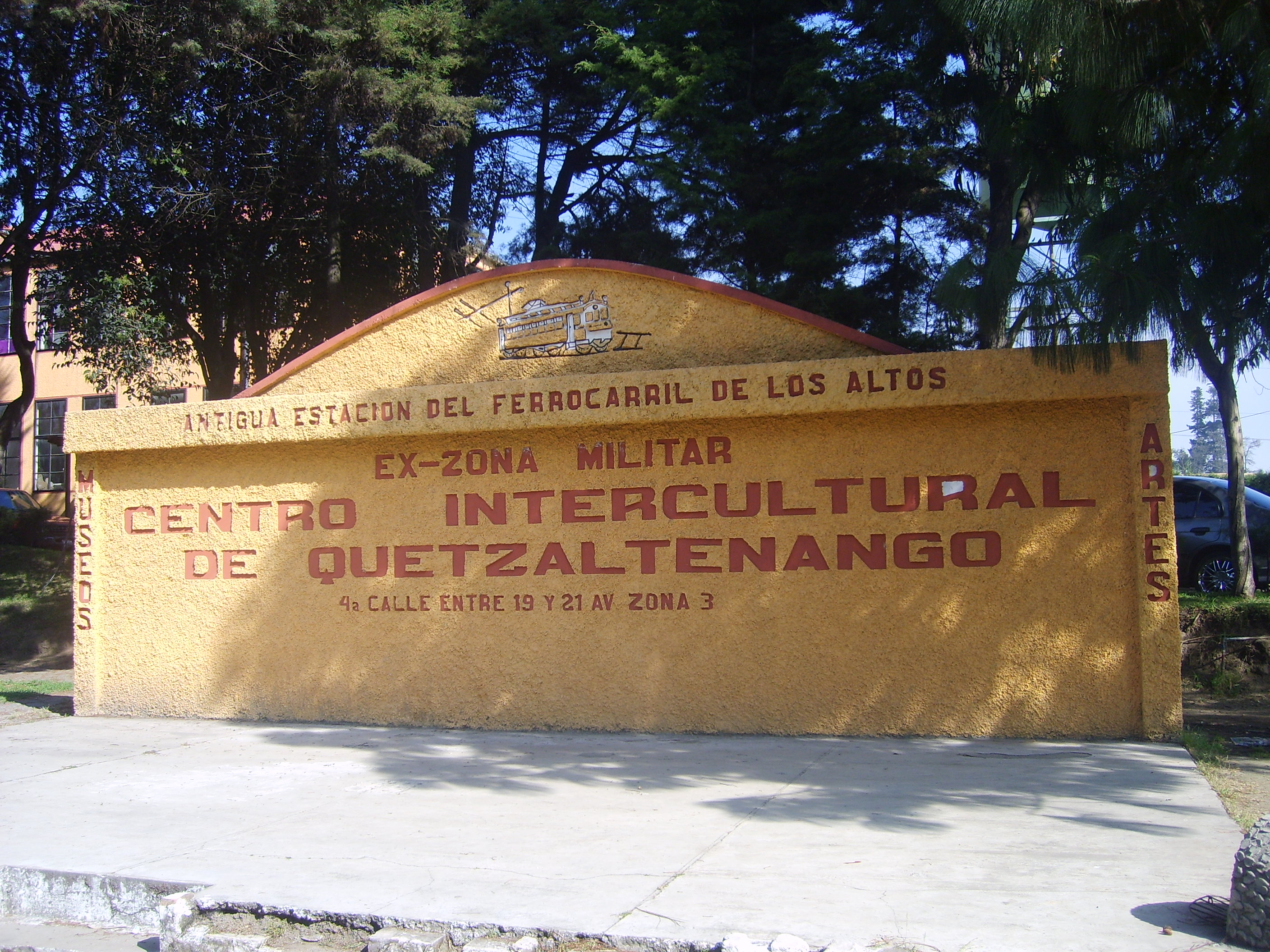
かつてケツァールテナンゴ駅があったことを示す記念碑

IRCA（中央アメリカ国際鉄道）の枠外で、1930年から1933年にかけてケツァールテナンゴとRetalhueuを結ぶ電化路線Ferrocarril de Los Altos（ロス・アルトス鉄道）が存在した。1933年にハリケーンによってこの鉄道は破壊され、二度と再建されることはなかった。その遺物は、ケツァールテナンゴにある専門の博物館に展示されている。

## ベラパス鉄道
もう一つの独立した鉄道として、アルタ・ベラパス県のパンソスとトゥクルーを結ぶFerrocarril Verapaz（ベラパス鉄道、Ferropazco、フェロパスコとしても知られている）が存在した。この鉄道建設は1884年に認可され、1895年に工事が完了した。この鉄道の目的は、主にドイツ人が運営する農場からポルチック川岸にあるパンソスの港へコーヒーを輸送することであった。この川はイサベル湖とカリブ海へと繋がっている。鉄道は1943年に国有化され、1953年に政府によって国営企業Ferrocarril Verapaz y Servicios Anexos（ベラパス鉄道と付帯サービス）が設立された。1963年に運行を停止した。.

## 隣接国との鉄道接続状況
- メキシコ - 接続なし
- ベリーズ - 接続なし
- ホンジュラス - 接続なし
- エルサルバドル - 接続なし